# 聖羅薩區 (奇克拉約省)

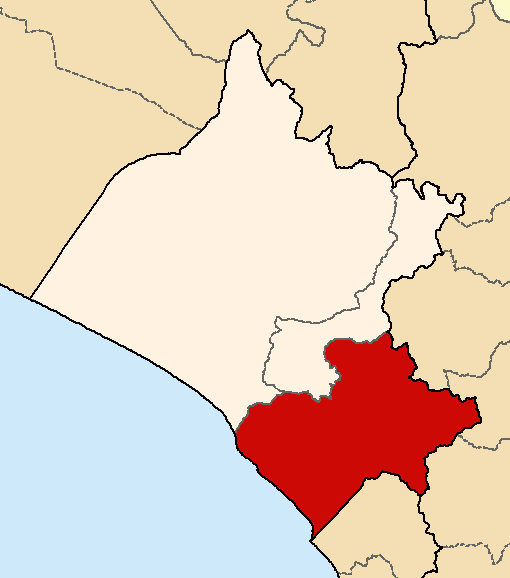

聖羅薩區（西班牙語：Distrito de Santa Rosa），是秘魯的一個區，位於該國西北部蘭巴耶克大區的奇克拉約省，面積14.09平方公里，海拔高度10米，2005年人口10,935，人口密度每平方公里780人。